# Жуси
Жусѝ (на френски: Jussy) е село в кантона Женева, западна Швейцария. Населението му е около 1300 души (2018).
Разположено е на 470 метра надморска височина на Швейцарското плато, на самата граница с Франция и на 10 километра североизточно от центъра на Женева. Селището се споменава за първи път през 1180 година, като през Средновековието е владение на епископите на Женева.

## Известни личности
Починали в Жуси
- Теодор Агрипа д'Обине (1552-1630), поет